# Limbe esclerocornial
El limbe esclerocornial és la zona de transició entre la còrnia i l'escleròtica. Es caracteritza per: 
- Finalitzar allí la membrana de Bowman.

- Augmentar el grossor de l'epiteli subjacent (capes de 5 cèl·lules a unes altres de 10).

- Les laminilles del estroma es fan irregulars quan entren en contacte amb els feixos circulars i oblics de les fibres col·lágenes de l'escleròtica.

- Transició entre la còrnia avascular i l'escleròtica, rica en vasos sanguinis.

- Allí es troba l'aparell de drenatge de l'humor aquós. En l'estroma hi ha diversos canals revestits per endoteli que junts formen la xarxa trabecular, que conflueixen formant el canal de Schlemm. Aquest conducte circumda a l'ull com un anell.